# Inédits
 (mars 2025).
Albums de Magma
Üdü Wüdü
(1976) Attahk
(1978)
Inédits est un album du groupe français de rock progressif Magma. Il est paru en vinyle en 1977 sur Tapioca et a été réédité en CD par Seventh Records (réf. REX XIX). Il a été enregistré en répétition et en concert avec les moyens du bord par Klaus Blasquiz, « Loulou »  Louis Sarkissian et Giorgio Gomelsky. L'album présente des titres régulièrement joués sur scène, mais jamais gravés en studio, par les différentes formations de Magma qui se sont succédé de juin 1972 à janvier 1975.

## Liste des titres
1. Sowiloï + KMX - EXII - Opus 3 – 13:45 (Christian Vander, Jannick Top)
2. KMX - B XII - Opus 7 – 6:13 (Top)
3. Om Zanka – 5:30 (Vander)
4. Gamma – 4:00 (Vander)
5. Terrien si je t'ai convoqué – 4:10 (Vander)
6. Gamma Anteria – 7:45 (Vander)

## Musiciens
- Christian Vander - batterie, chant
- Klaus Blasquiz - chant, percussions
- Gérard Bikialo - claviers (1, 2, 4, 6)
- Michel Graillier - claviers (1, 2, 4)
- Benoît Widemann - claviers (3)
- François Cahen - claviers (5)
- Jean-Luc Manderlier - claviers (5, 6)
- Jean-Pol Asseline - claviers
- Claude Olmos - guitare (1, 4)
- Gabriel Federow - guitare (3)
- Marc Fosset - guitare (6)
- Jannick Top - basse (1, 2, 4)
- Bernard Paganotti - basse (3)
- Francis Moze - basse (5)
- Jean-Pierre Lembert - basse (6)
- Didier Lockwood - violon (3)
- René Garber - chant, clarinette contrebasse (5, 6)
- Teddy Lasry - saxophones (5)
- Jeff Seffer - saxophones (5)
- Louis Toesca - trompette (5)